# Aziz Kayondo
Aziz Abdu Kayondo (Kyazanga, 6 ottobre 2002) è un calciatore ugandese, difensore dello Slovan Liberec e della nazionale ugandese.

## Carriera

### Nazionale
Ha giocato nella nazionale ugandese Under-20.
Il 7 gennaio 2021 viene incluso dal CT della nazionale ugandese fra i convocati per il Campionato delle nazioni africane 2020; debutta il 18 gennaio giocando da titolare l'incontro inaugurale della fase a gironi pareggiato 0-0 contro il Ruanda.
Nel febbraio seguente partecipa con la nazionale Under-20 alla Coppa d'Africa di categoria, dove viene incluso nella formazione ideale del torneo.

## Statistiche

### Cronologia presenze e reti in nazionale
| Cronologia completa delle presenze e delle reti in nazionale ― Rep. Centrafricana | Cronologia completa delle presenze e delle reti in nazionale ― Rep. Centrafricana | Cronologia completa delle presenze e delle reti in nazionale ― Rep. Centrafricana | Cronologia completa delle presenze e delle reti in nazionale ― Rep. Centrafricana | Cronologia completa delle presenze e delle reti in nazionale ― Rep. Centrafricana | Cronologia completa delle presenze e delle reti in nazionale ― Rep. Centrafricana | Cronologia completa delle presenze e delle reti in nazionale ― Rep. Centrafricana | Cronologia completa delle presenze e delle reti in nazionale ― Rep. Centrafricana |
| Data                                                                              | Città                                                                             | In casa                                                                           | Risultato                                                                         | Ospiti                                                                            | Competizione                                                                      | Reti                                                                              | Note                                                                              |
| --------------------------------------------------------------------------------- | --------------------------------------------------------------------------------- | --------------------------------------------------------------------------------- | --------------------------------------------------------------------------------- | --------------------------------------------------------------------------------- | --------------------------------------------------------------------------------- | --------------------------------------------------------------------------------- | --------------------------------------------------------------------------------- |
| 18-1-2021                                                                         | Douala                                                                            | Ruanda                                                                            | 0 – 0                                                                             | Uganda                                                                            | CHAN 2020 - Fase a gironi                                                         | -                                                                                 |                                                                                   |
| 22-1-2021                                                                         | Douala                                                                            | Uganda                                                                            | 1 – 2                                                                             | Togo                                                                              | CHAN 2020 - Fase a gironi                                                         | -                                                                                 | 72’                                                                               |
| 26-1-2021                                                                         | Douala                                                                            | Uganda                                                                            | 2 – 5                                                                             | Marocco                                                                           | CHAN 2020 - Fase a gironi                                                         | -                                                                                 |                                                                                   |
| 10-6-2021                                                                         | Soweto                                                                            | Sudafrica                                                                         | 3 – 2                                                                             | Uganda                                                                            | Amichevole                                                                        | -                                                                                 | 80’                                                                               |
| 7-10-2021                                                                         | Kigali                                                                            | Ruanda                                                                            | 0 – 1                                                                             | Uganda                                                                            | Qual. Mondiali 2022                                                               | -                                                                                 | 65’                                                                               |
| 10-10-2021                                                                        | Kampala                                                                           | Uganda                                                                            | 1 – 0                                                                             | Ruanda                                                                            | Qual. Mondiali 2022                                                               | -                                                                                 |                                                                                   |
| 11-11-2021                                                                        | Southampton                                                                       | Uganda                                                                            | 1 – 1                                                                             | Kenya                                                                             | Qual. Mondiali 2022                                                               | -                                                                                 | 46’                                                                               |
| 12-1-2022                                                                         | Antalya                                                                           | Uganda                                                                            | 1 – 1                                                                             | Islanda                                                                           | Amichevole                                                                        | -                                                                                 |                                                                                   |
| 18-1-2022                                                                         | Antalya                                                                           | Moldavia                                                                          | 2 – 3                                                                             | Uganda                                                                            | Amichevole                                                                        | -                                                                                 |                                                                                   |
| 21-1-2022                                                                         | Baghdad                                                                           | Iraq                                                                              | 1 – 0                                                                             | Uganda                                                                            | Amichevole                                                                        | -                                                                                 | 85’                                                                               |
| 29-3-2022                                                                         | Namangan                                                                          | Uganda                                                                            | 2 – 4                                                                             | Uzbekistan                                                                        | Amichevole                                                                        | -                                                                                 | 65’                                                                               |
| 8-6-2022                                                                          | Entebbe                                                                           | Uganda                                                                            | 1 – 1                                                                             | Irlanda del Nord                                                                  | Qual. Coppa d'Africa 2023                                                         | -                                                                                 |                                                                                   |
| 24-3-2023                                                                         | Ismailia                                                                          | Uganda                                                                            | 0 – 1                                                                             | Tanzania                                                                          | Qual. Coppa d'Africa 2023                                                         | -                                                                                 | 38’                                                                               |
| 28-3-2023                                                                         | Dar es Salaam                                                                     | Tanzania                                                                          | 0 – 1                                                                             | Uganda                                                                            | Qual. Coppa d'Africa 2023                                                         | -                                                                                 |                                                                                   |
| 18-6-2023                                                                         | Douala                                                                            | Uganda                                                                            | 1 – 2                                                                             | Algeria                                                                           | Qual. Coppa d'Africa 2023                                                         | -                                                                                 |                                                                                   |
| 7-9-2023                                                                          | Marrakech                                                                         | Niger                                                                             | 0 – 2                                                                             | Uganda                                                                            | Qual. Coppa d'Africa 2023                                                         | 1                                                                                 |                                                                                   |
| 13-10-2023                                                                        | Bamako                                                                            | Mali                                                                              | 1 – 0                                                                             | Uganda                                                                            | Amichevole                                                                        | -                                                                                 |                                                                                   |
| 17-10-2023                                                                        | Sharja                                                                            | Zambia                                                                            | 3 – 0                                                                             | Uganda                                                                            | Amichevole                                                                        | -                                                                                 | 66’                                                                               |
| 25-3-2025                                                                         | Kampala                                                                           | Uganda                                                                            | 1 – 0                                                                             | Guinea                                                                            | Qual. Mondiali 2026                                                               | -                                                                                 | 86’                                                                               |
| Totale                                                                            |                                                                                   | Presenze                                                                          | 17                                                                                |                                                                                   | Reti                                                                              | 1                                                                                 |                                                                                   |

## Palmarès

### Individuale
- XI All Star Team della Coppa delle nazioni africane Under-20: 1

Mauritania 2021